# Robert Krieps
Pour les articles homonymes, voir Krieps.
 (août 2018).
Robert Krieps, né le 16 octobre 1922 à Dalheim (Luxembourg) et mort le 1er août 1990 à Clamart (France), est un résistant et prisonnier politique, avocat et homme politique luxembourgeois, président du Parti ouvrier socialiste luxembourgeois (LSAP) de 1980 à 1984.

## Biographie

### Études et formations
Fils du militant socialiste et député Adolphe Krieps (1882-1950), Robert Krieps, alors encore lycéen, est emprisonné par l'occupant allemand à la prison du Grund et à Hinzert, puis au camp de concentration de Natzweiler-Struthof (Alsace annexée) et à celui de Dachau (Bavière) où est également détenu son père. Après la guerre, il fait des études de droit et devient avocat, profession qu'il exerce le reste de sa vie durant.

### Parcours politique
Il s'engage très tôt au sein du Parti ouvrier socialiste luxembourgeois (POSL, LSAP en luxembourgeois) et n'hésite pas à y assumer des responsabilités. Vice-président à plusieurs reprises à partir de 1970, il préside le parti de 1980 à 1984. Il œuvre constamment pour le renforcement du parti et, surtout, pour son unité, mais aussi pour une plus grande ouverture aux questions de société (démocratisation de l'enseignement et de la culture, égalité des sexes, écologie...). Un temps président de la Ligue de l'Enseignement, il participa à la création du Planning familial luxembourgeois.
En 1972, il se met à appeler de ses vœux la formation d'une coalition de centre-gauche qui vit effectivement le jour en 1974, à la suite de l'échec relatif du Parti chrétien-social (PCS, CSV en luxembourgeois) aux élections législatives et au succès tout aussi relatif du POSL. Robert Krieps, qui est député entre 1964 et 1968, puis, après un échec en 1968, réélu régulièrement à la Chambre des députés à partir de 1974, est également membre du conseil communal de Luxembourg de 1964 à 1974, puis de 1982 à 1984. Il est surtout plusieurs fois ministre. De 1974 à 1979, il est chargé de l'Éducation nationale et de la Justice dans le gouvernement Thorn-Vouel — cabinet formé de libéraux et de socialistes — et réussit à faire abolir la peine de mort, à faire adopter une loi libéralisant l'avortement et à engager de nombreuses autres réformes concernant la pratique judiciaire. Sa politique en matière d'éducation, par contre, résolument moderne (tronc commun, enseignement par niveaux...), est vivement combattue notamment par les conservateurs du PCS. Robert Krieps parvient néanmoins à moderniser l'enseignement technique, à encourager la recherche pédagogique et à rendre plus accessible l'accès aux études secondaires générales ou classiques par la lutte contre l'échec. De 1984 à 1989, il est à nouveau ministre, chargé cette fois de l'Environnement et des Affaires culturelles dans le premier gouvernement Santer-Poos (cabinet constitué de chrétiens-sociaux et de socialistes). Premier titulaire de l'environnement, il s'est efforcé de créer les instruments nécessaires à une prise en compte sérieuse des questions environnementales (lutte contre la pollution, traitement des déchets, création de pistes cyclables, etc.). Dans le domaine culturel, il a beaucoup contribué à démocratiser la culture en modernisant les divers instituts culturels et en encourageant ou en soutenant les initiatives privées.
Réélu en 1989, après avoir songé un moment à se retirer, il choisit de siéger au Parlement européen. Vice-président du groupe socialiste, il fut membre de la commission de la culture et membre de la commission juridique.
Une fondation luxembourgeoise, dédiée à la démocratie, à la justice, à la culture et à l'éducation, porte le nom de Robert Krieps.

### Vie privée
Sa petite-fille, Vicky Krieps, est une actrice polyglotte faisant carrière en Allemagne, au Luxembourg, aux États-Unis et en France.